# Night-Shining White
Night-Shining White (en chino: 唐 韓 幹 照 白 卷) es un manuscrito en espiral del artista chino Han Gan, creado a mediados del siglo VIII (alrededor del 750). Está considerado como uno de los mejores retratos equinos en la pintura china. Actualmente, el trabajo se encuentra en la colección del Museo Metropolitano de Arte de Nueva York, donde se realizó la compra en 1977.

## Descripción
La obra es un retrato del caballo de batalla del emperador Xuanzong (reinado 712-756) de la dinastía Tang. En su momento, Han Gan fue considerado uno de los principales artistas de China. Era famoso por ser capaz de mostrar en sus obras no solo la apariencia de un caballo, sino también su naturaleza y carácter, y también poseía un excelente conocimiento de los hábitos de los caballos. Ojos ardientes con pupilas grandes, fosas nasales ensanchadas y pezuñas danzantes en la imagen eran características de la imagen de un caballo mitológico de temperamento ardiente. Han Gan en conversación con el emperador afirmó que los caballos en los establos eran sus maestros de la pintura. Por orden de Xuanzong, Han Gan creó una serie de «retratos» de caballos famosos.

## Análisis

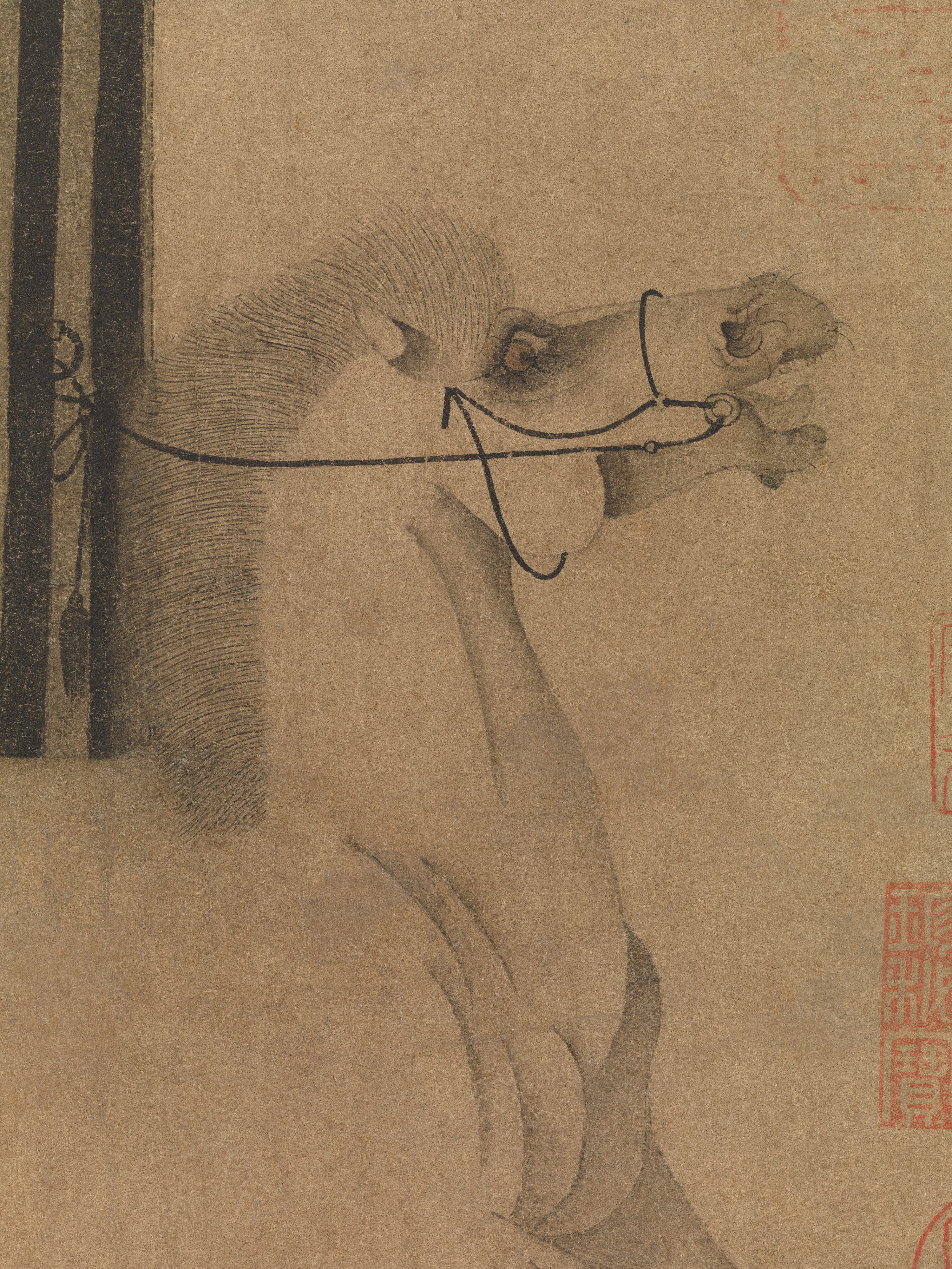
La mirada del caballo trasmite su estado emocional.

Los historiadores del arte europeos a menudo notan la convencionalidad de los dibujos de Han Gan y otros representantes de la pintura china y ven esto como una diferencia significativa en la animalística china de las obras que representan animales creados por artistas europeos.
Los animales representados en la pintura tradicional china generalmente no son tan precisos anatómicamente como los que se encuentran en las pinturas occidentales, pero la simplicidad y convencionalismo de las pinturas, como Night-Shining White no pierden su expresividad y espiritualidad. A diferencia de las imágenes naturalistas de los caballos de la raza de Asia Central, el corcel de Night-Shining White tiene proporciones menos realistas: en la figura, el caballo tiene patas cortas y muy delgadas y un cuerpo muy redondo. El autor le dio al caballo rasgos humanos, sus ojos atormentados se vuelven hacia el espectador y parecen apelar a la compasión y la ayuda. La atadura al poste y la apariencia emocional del caballo representan un aspecto diferente: el lado triste de la vida en la corte del emperador.
Muchas de las obras originales del artista no se conservan, pero han sido muchas veces copiadas por pintores de siglos posteriores. Muchos de los sellos y firmas de los antiguos propietarios de coleccionistas confirman la propiedad de la figura de Han Gan. En este caso, no hay firmas y sellos del propio artista. Hay sellos del emperador Li Yu (Tang meridional), del emperador Qianlong y de Mi-Fei.

## Galería
Algunas vistas del manuscrito conservado en el Museo Metropolitano de Arte

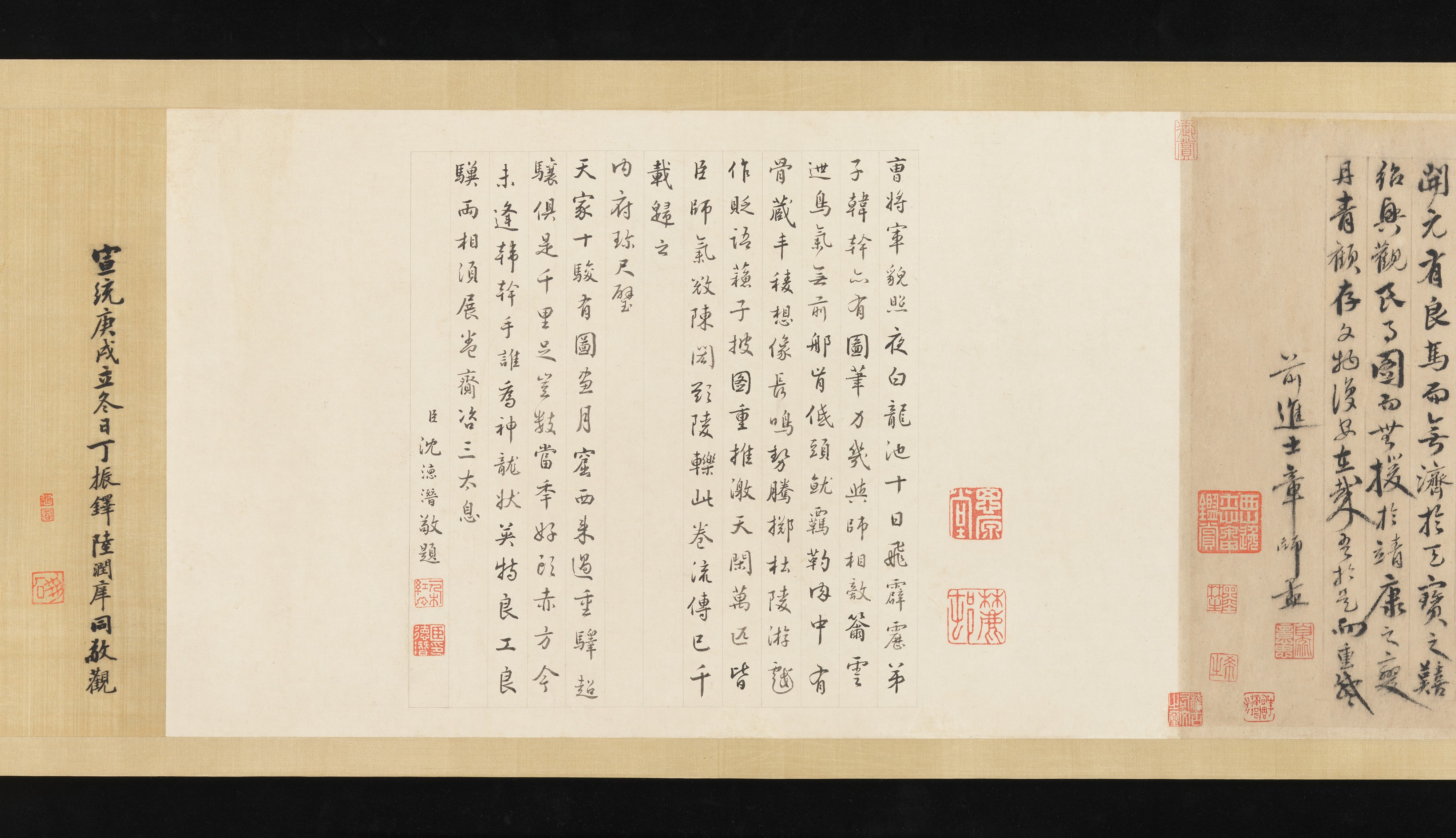
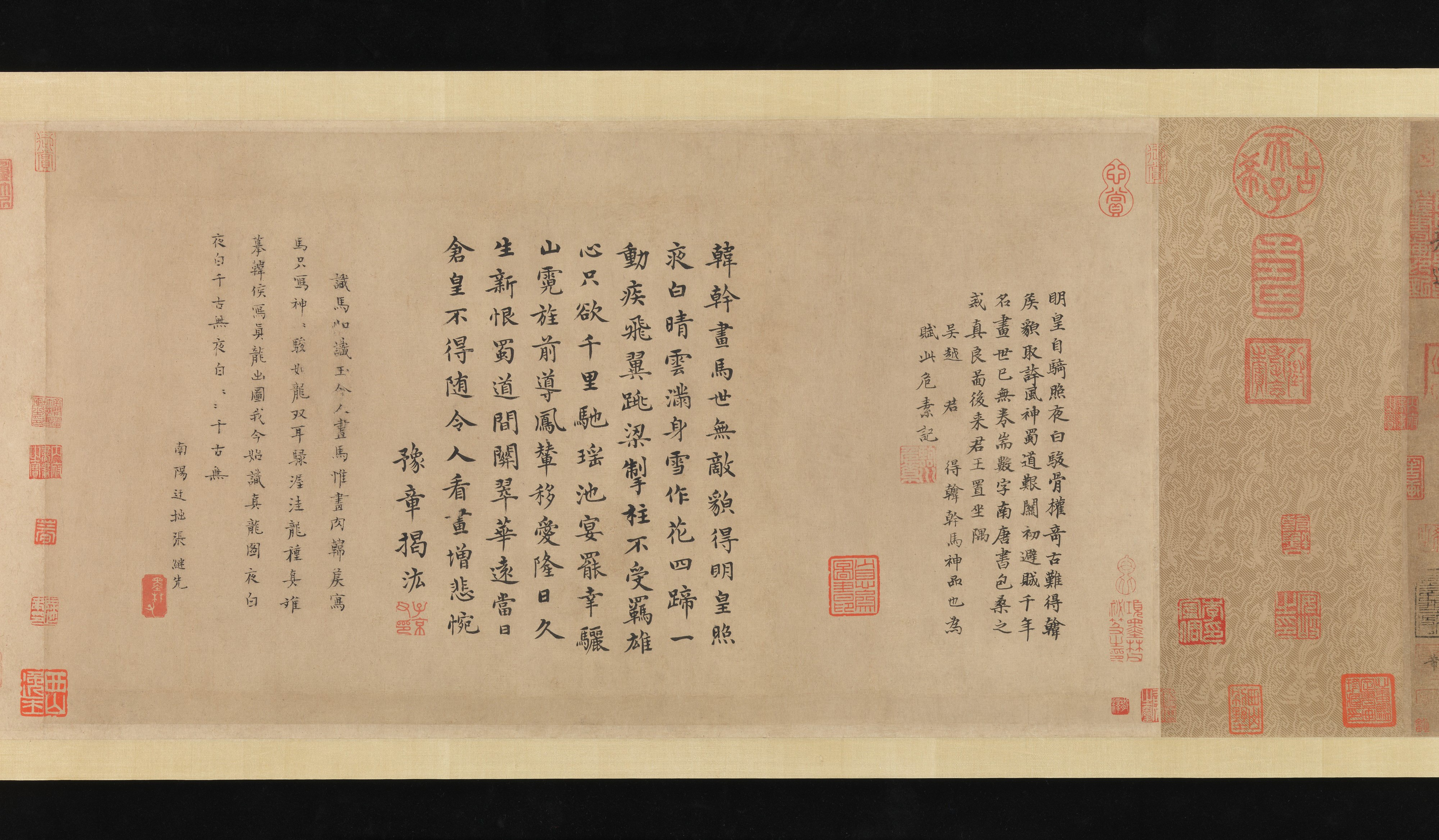
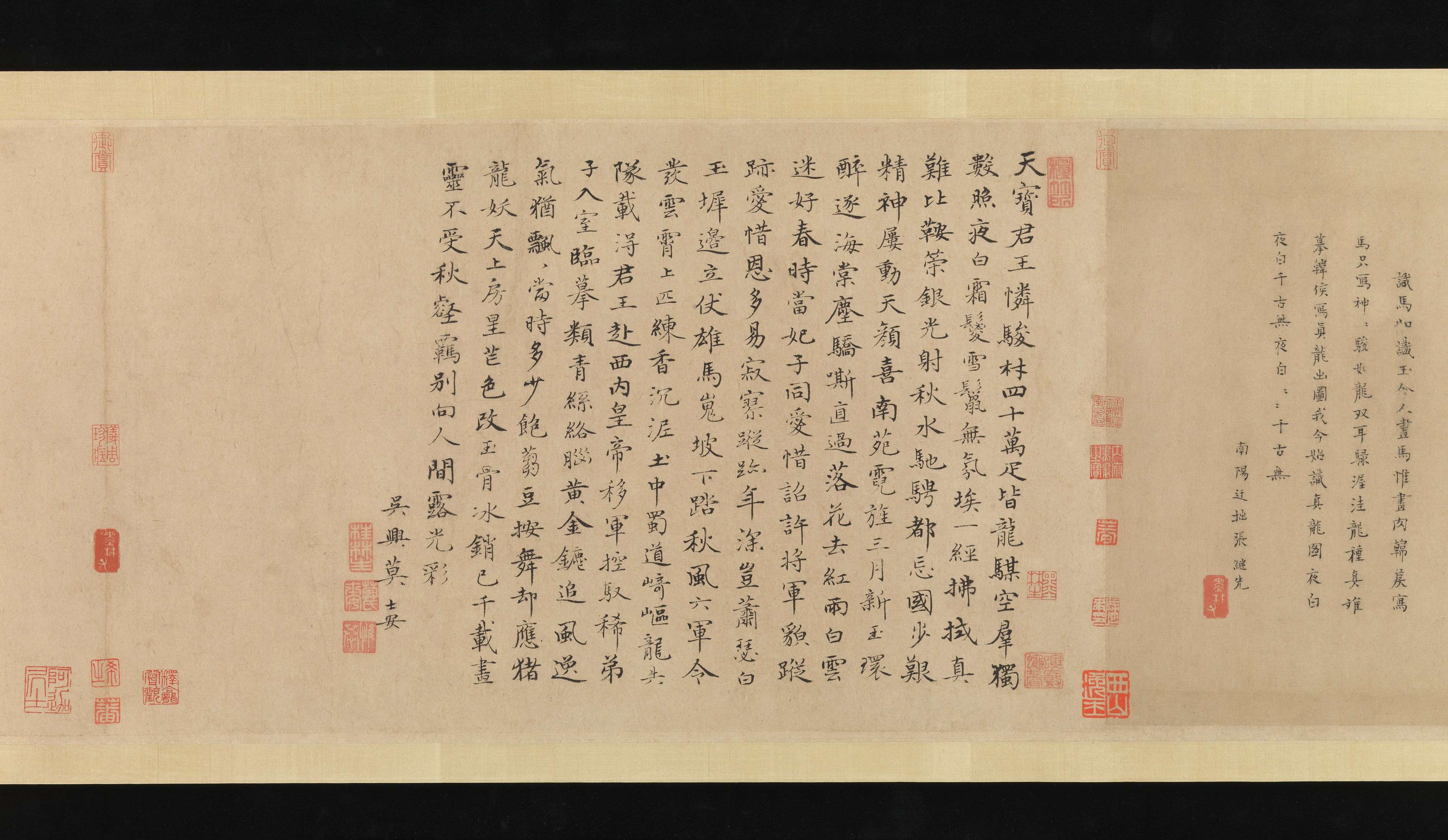
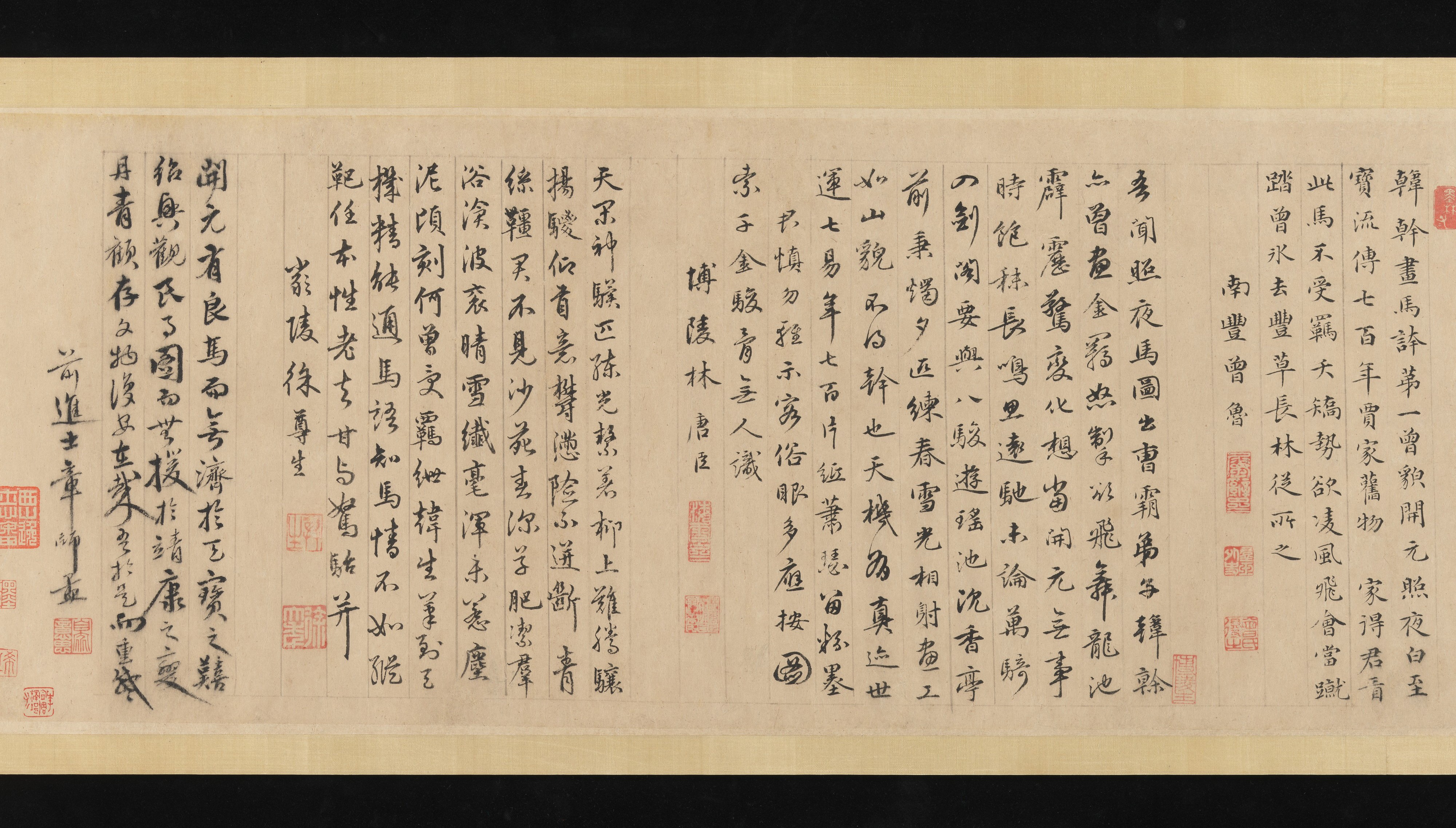
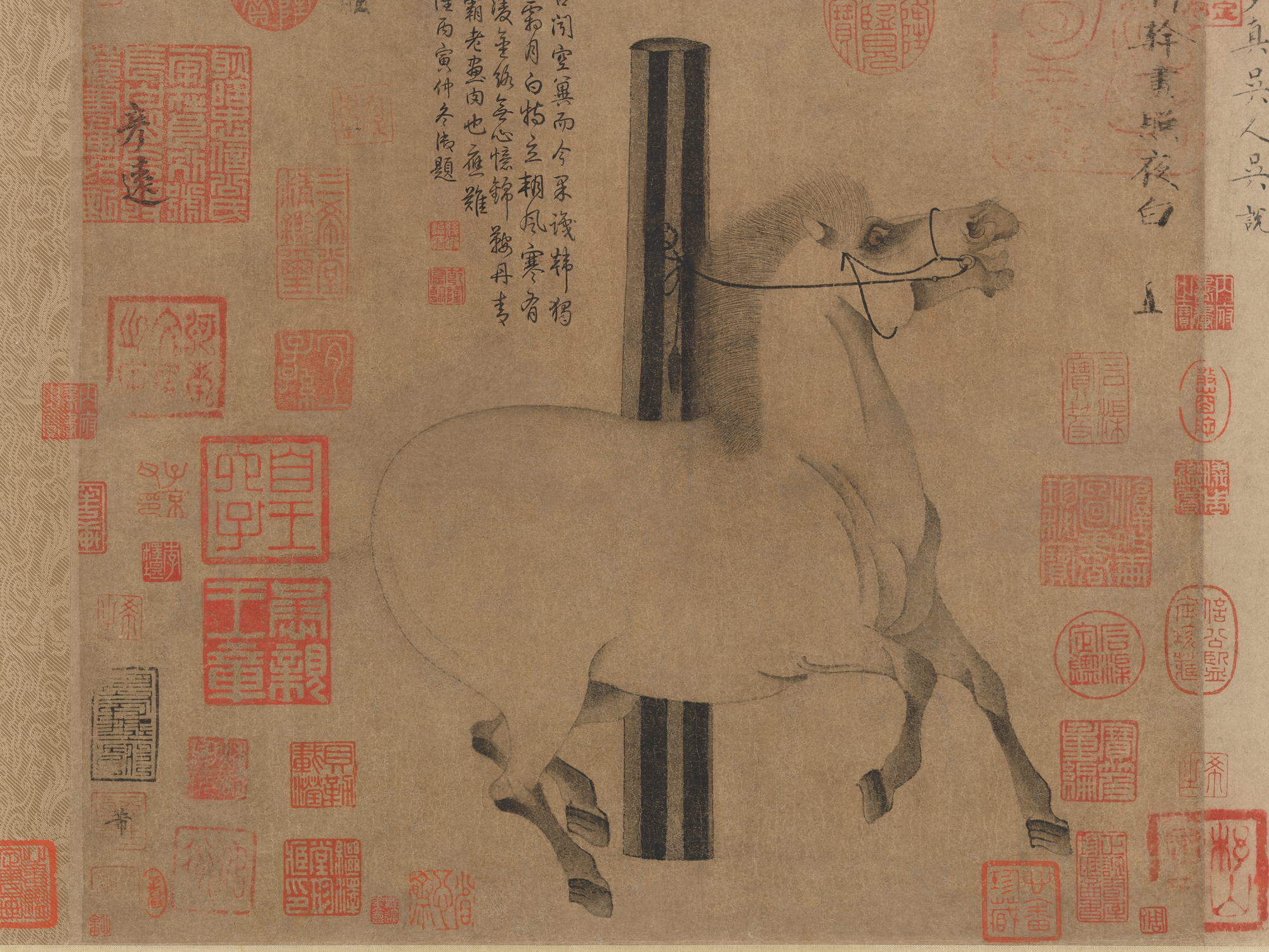
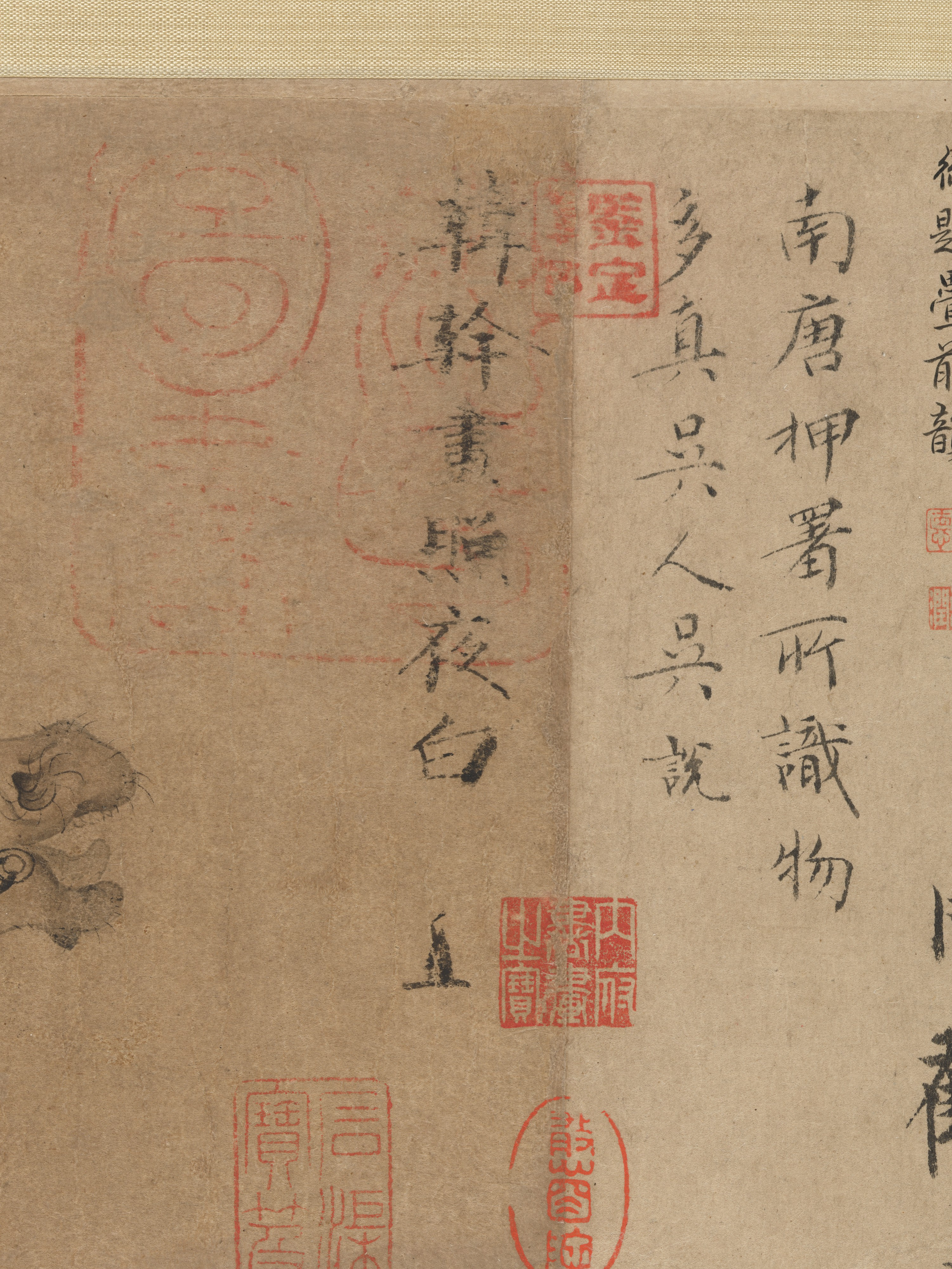